# Amphiroa compressa
Amphiroa compressa M. Lemoine, 1929  é o nome botânico  de uma espécie de algas vermelhas pluricelulares do gênero Amphiroa.
- São algas marinhas encontradas nas ilhas Galápagos.

## Sinonímia
Não apresenta sinônimos.